# کلیسای جامع زنامنسکی (ولیکی نووگورود)
کلیسای جامع نماد مادر خدا «نشانه» (یا کلیسای جامع زنامنسکی) یک کلیسای ارتدکس غیرفعال در ولیکی نووگورود در نزدیکی کلیسای تجلی در خیابان الینا است. این بنا در سال ۱۶۸۲ در محل یک کلیسای برچیده شده قرن چهاردهمی - به نام کلیسای نشانهٔ مادر خدا - تأسیس شد. اکنون کلیسا تحت ادارهٔ موزه-رزرو نوگورود است.

## نگارخانه

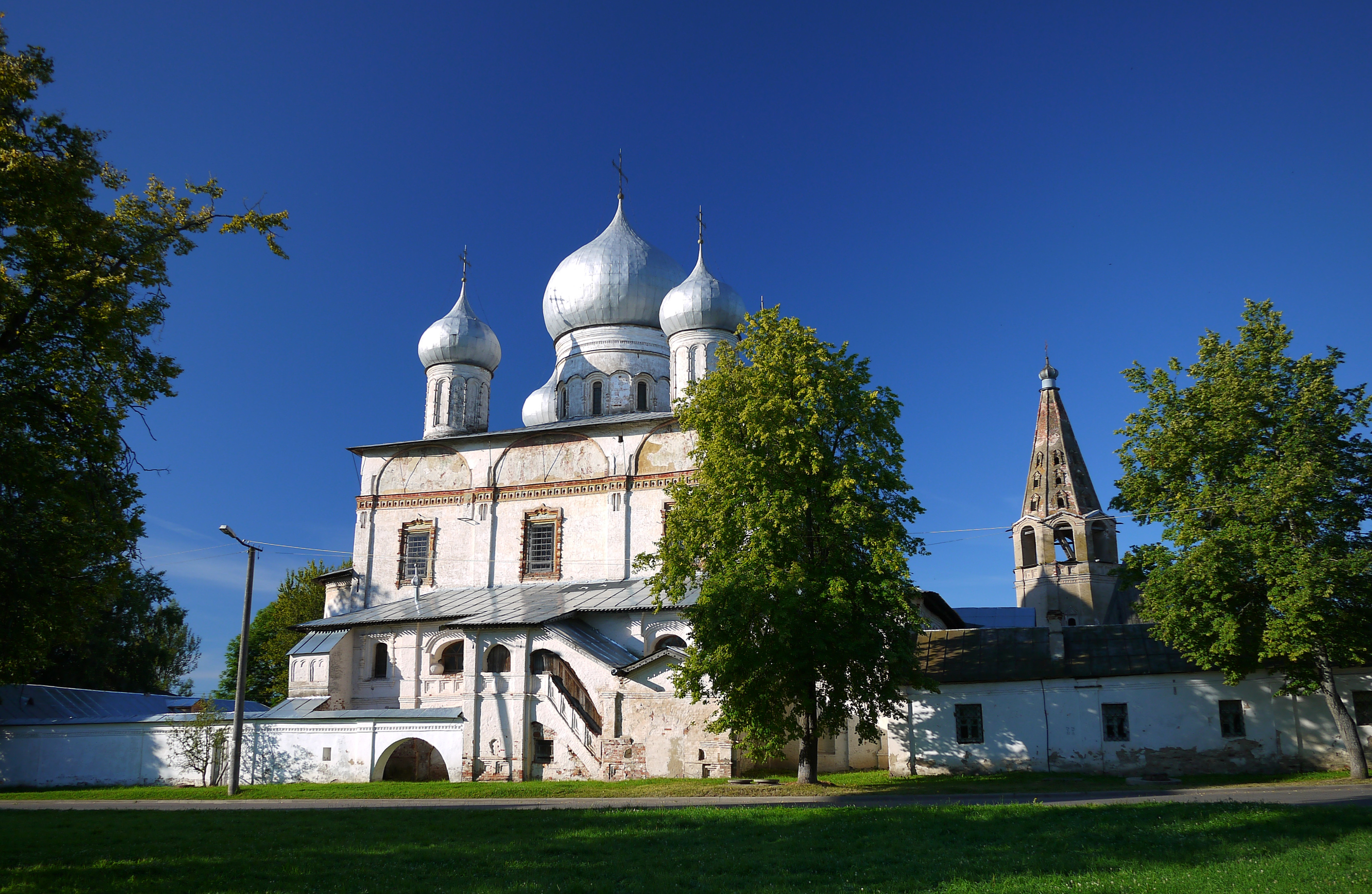
نمای کلی کلیسای جامع
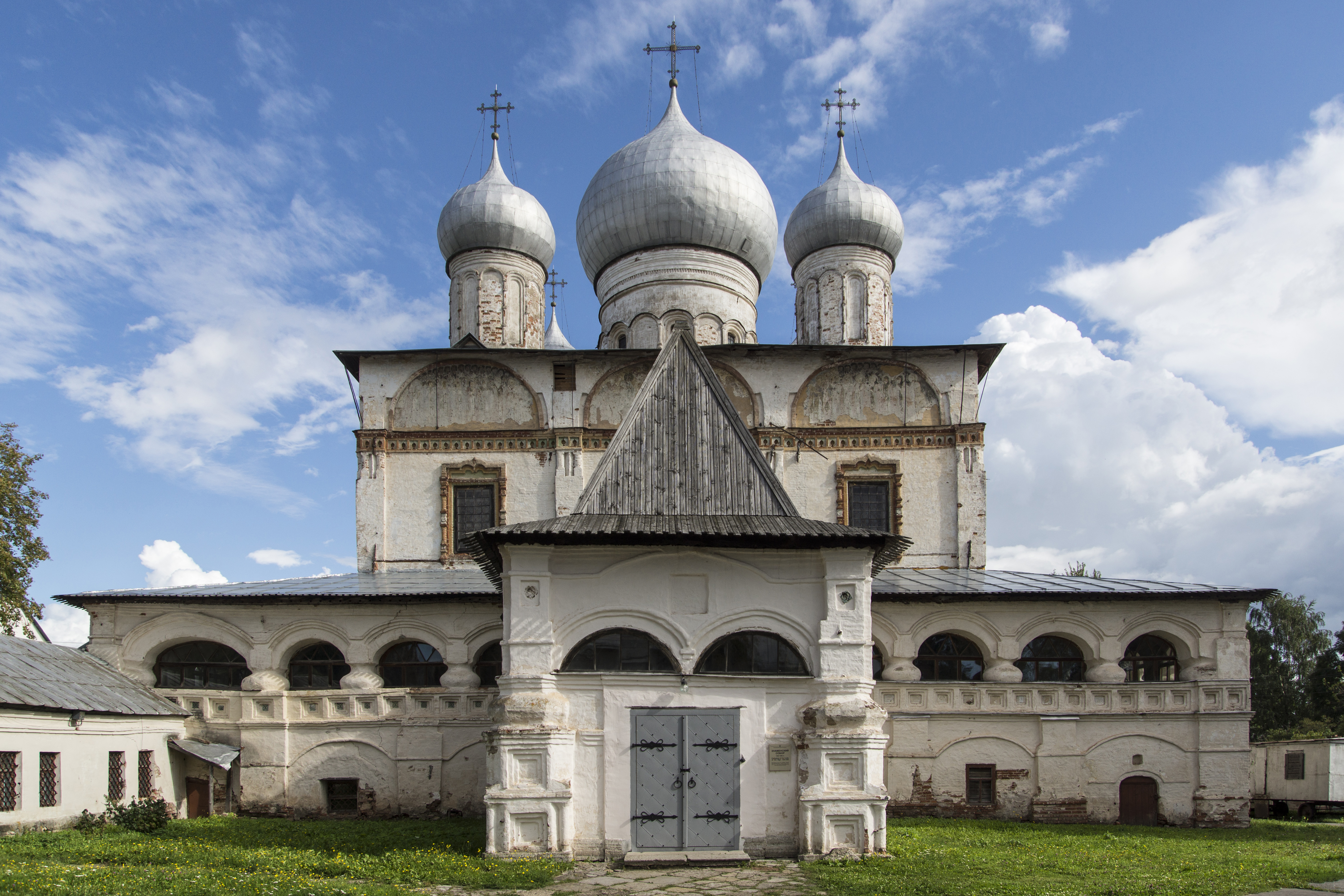
نمایی از غرب
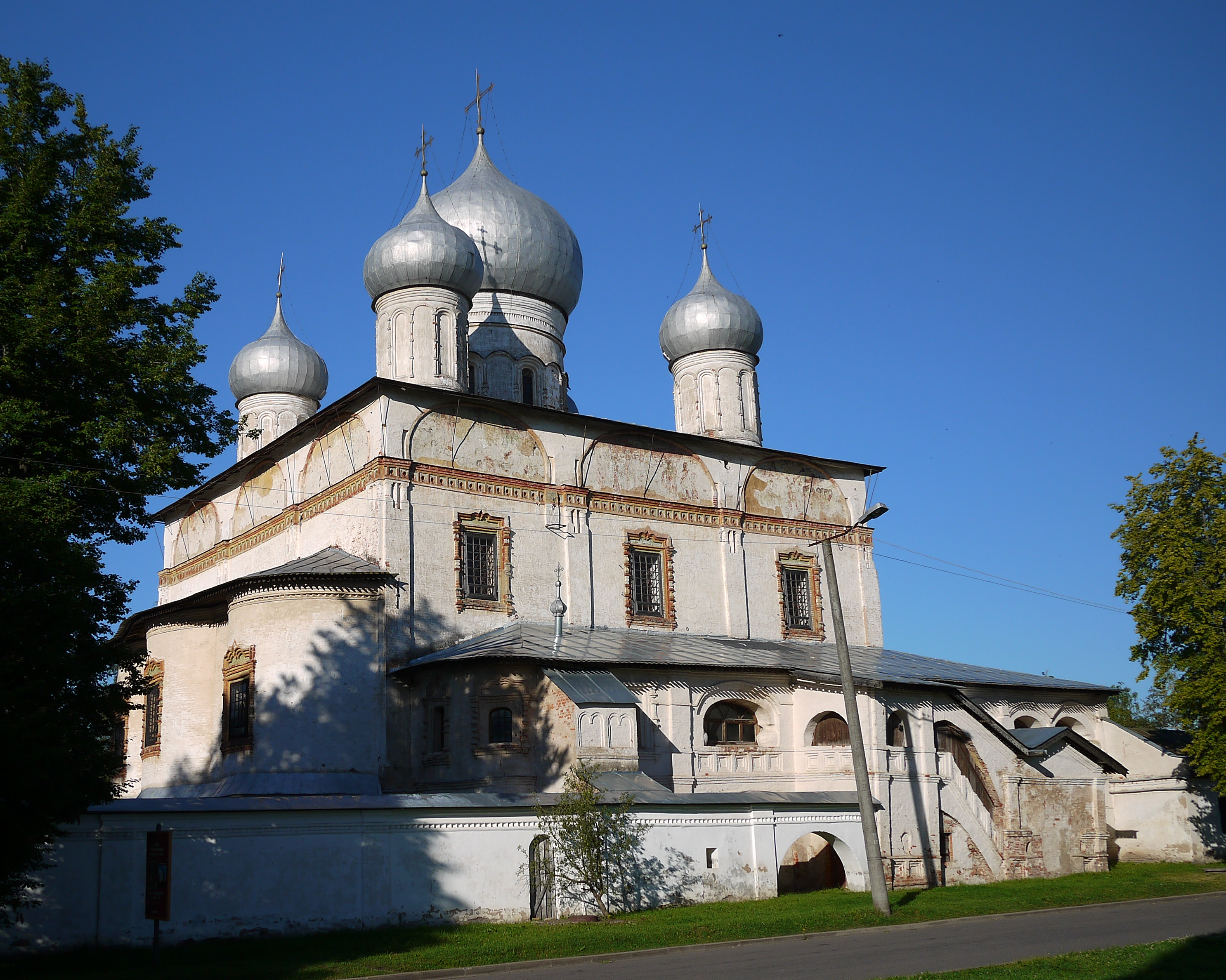
نمایی از شمال شرقی
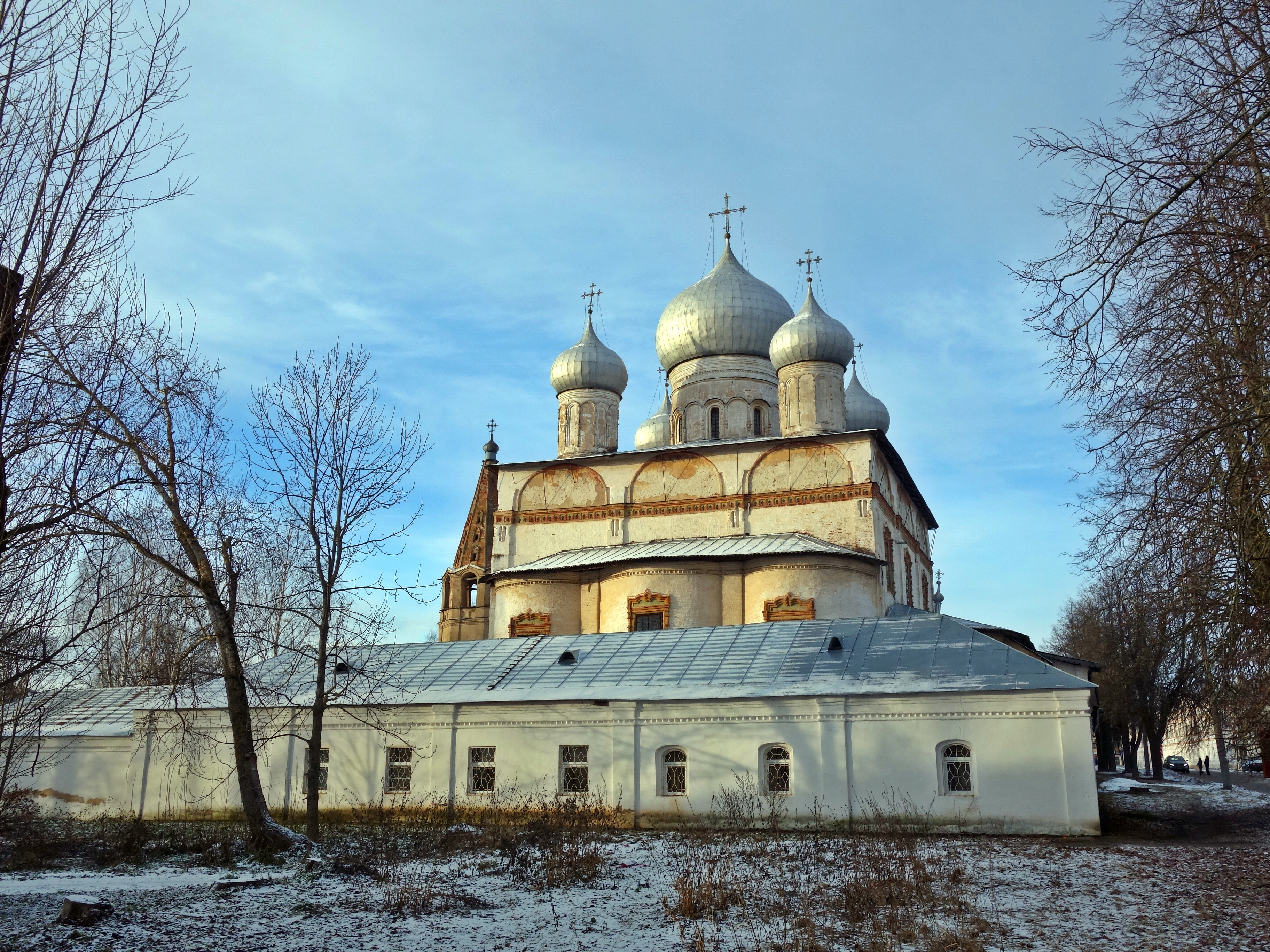
نمایی از شرق
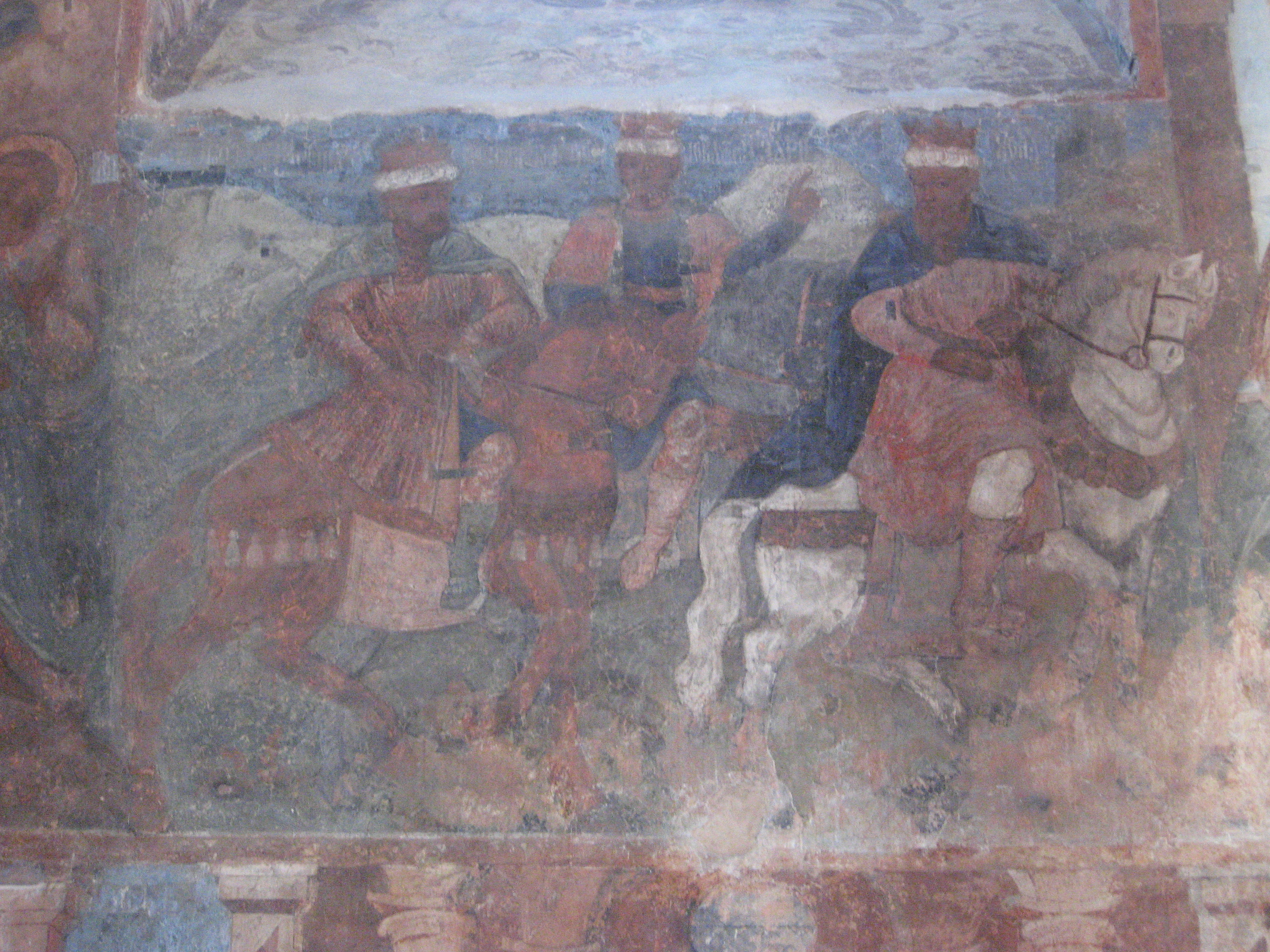
"مجوس" (جزئیات نقاشی روی دیوار شمالی)
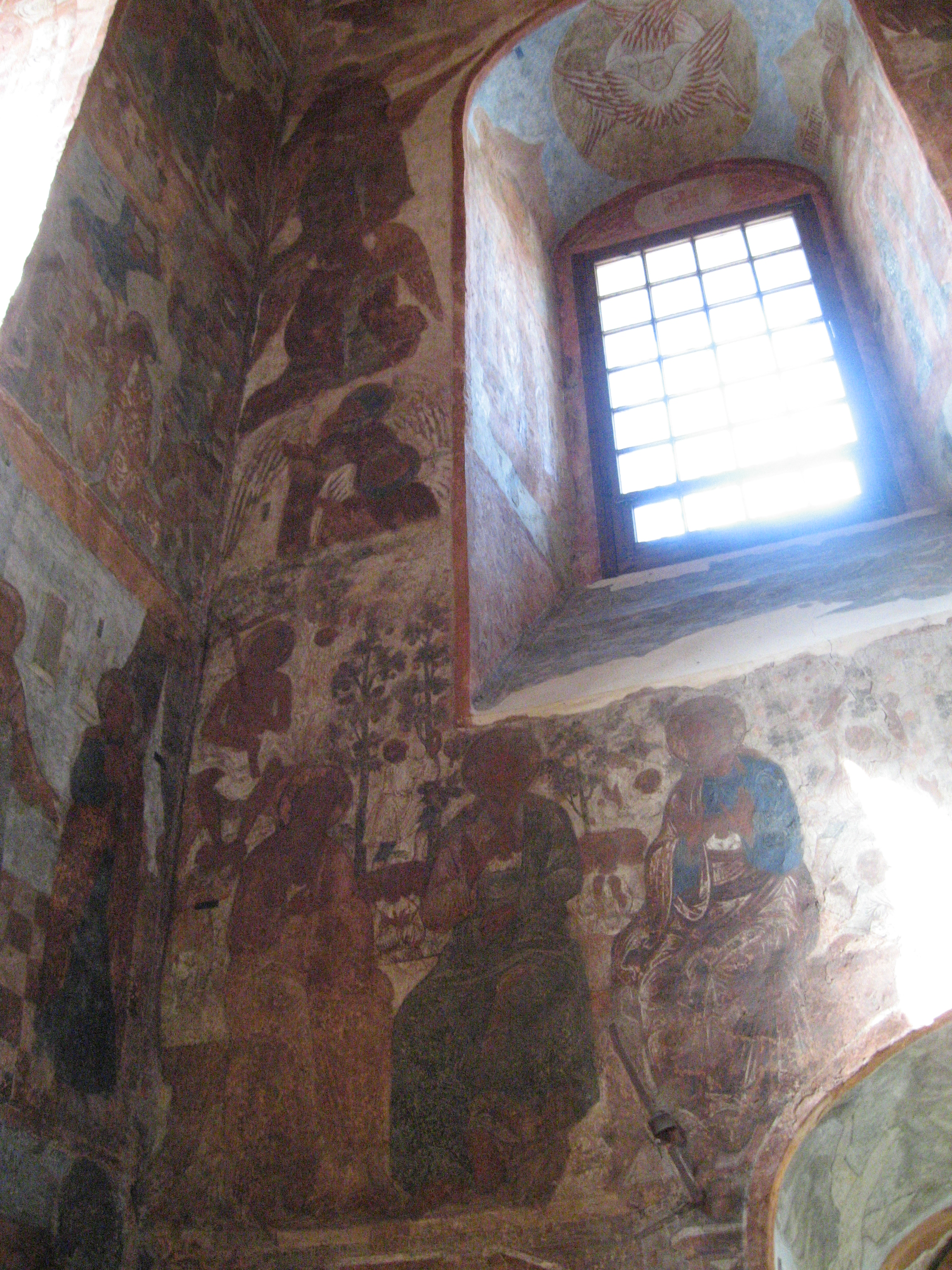
"آخرین داوری. سینه ابراهیم " (جزئیات نقاشی روی دیوار غربی)
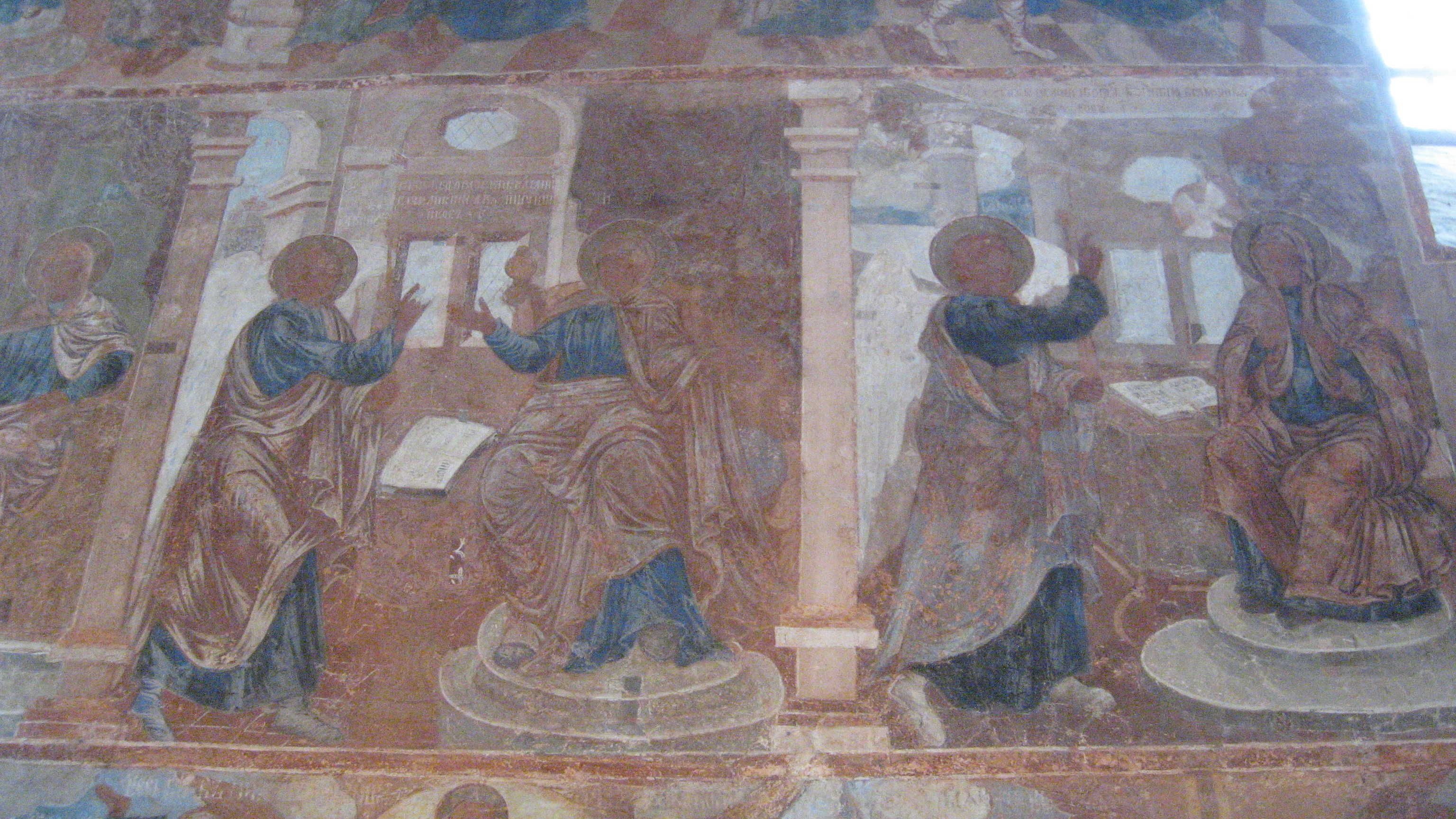
"آکاتیست به مادر خدا. بشارت" (جزئیات نقاشی روی دیوار جنوبی)
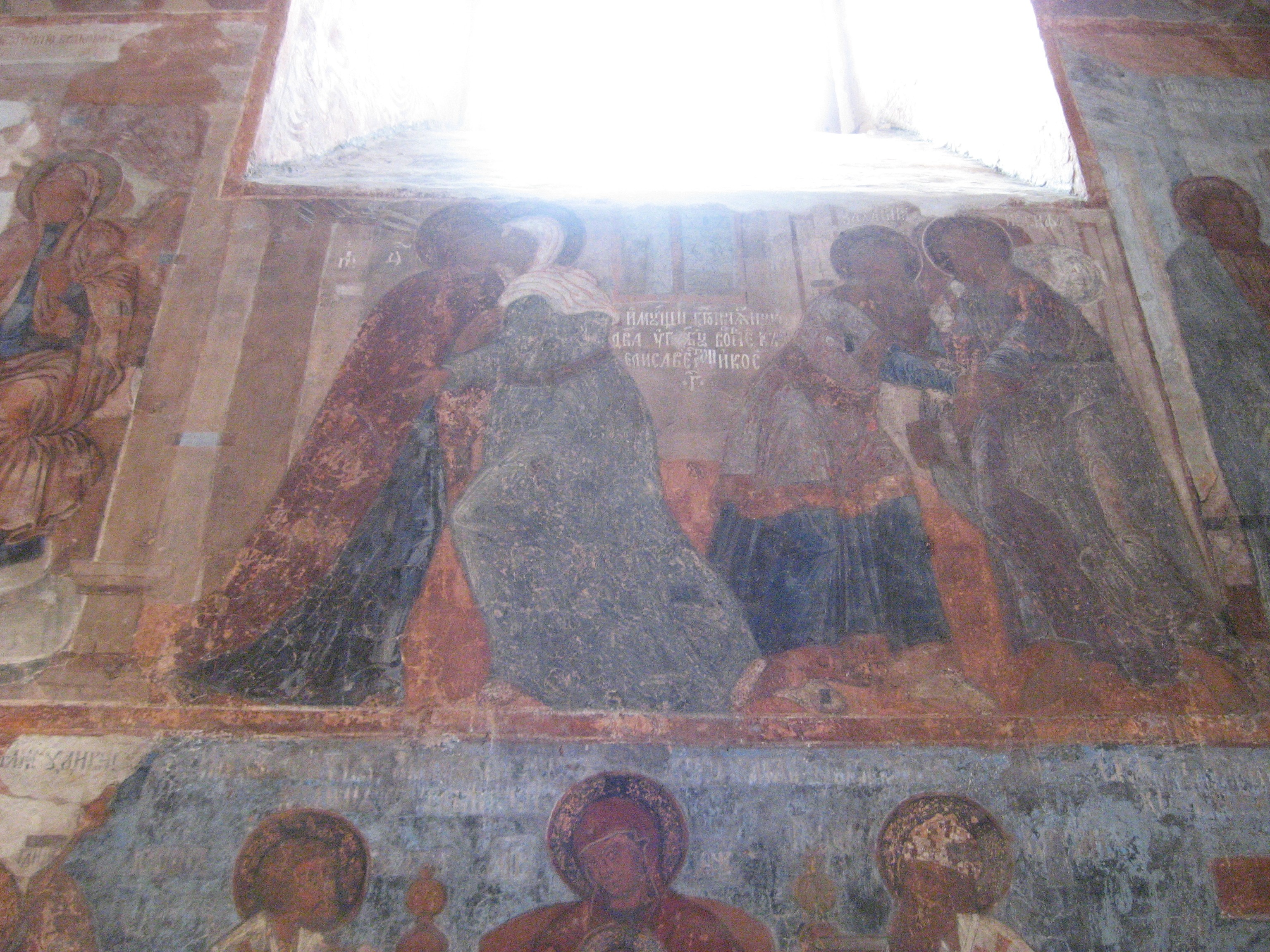
"آکاتیست به مادر خدا. ملاقات مریم و الیزابت، زکریا و یوسف" (جزئیات نقاشی روی دیوار جنوبی)
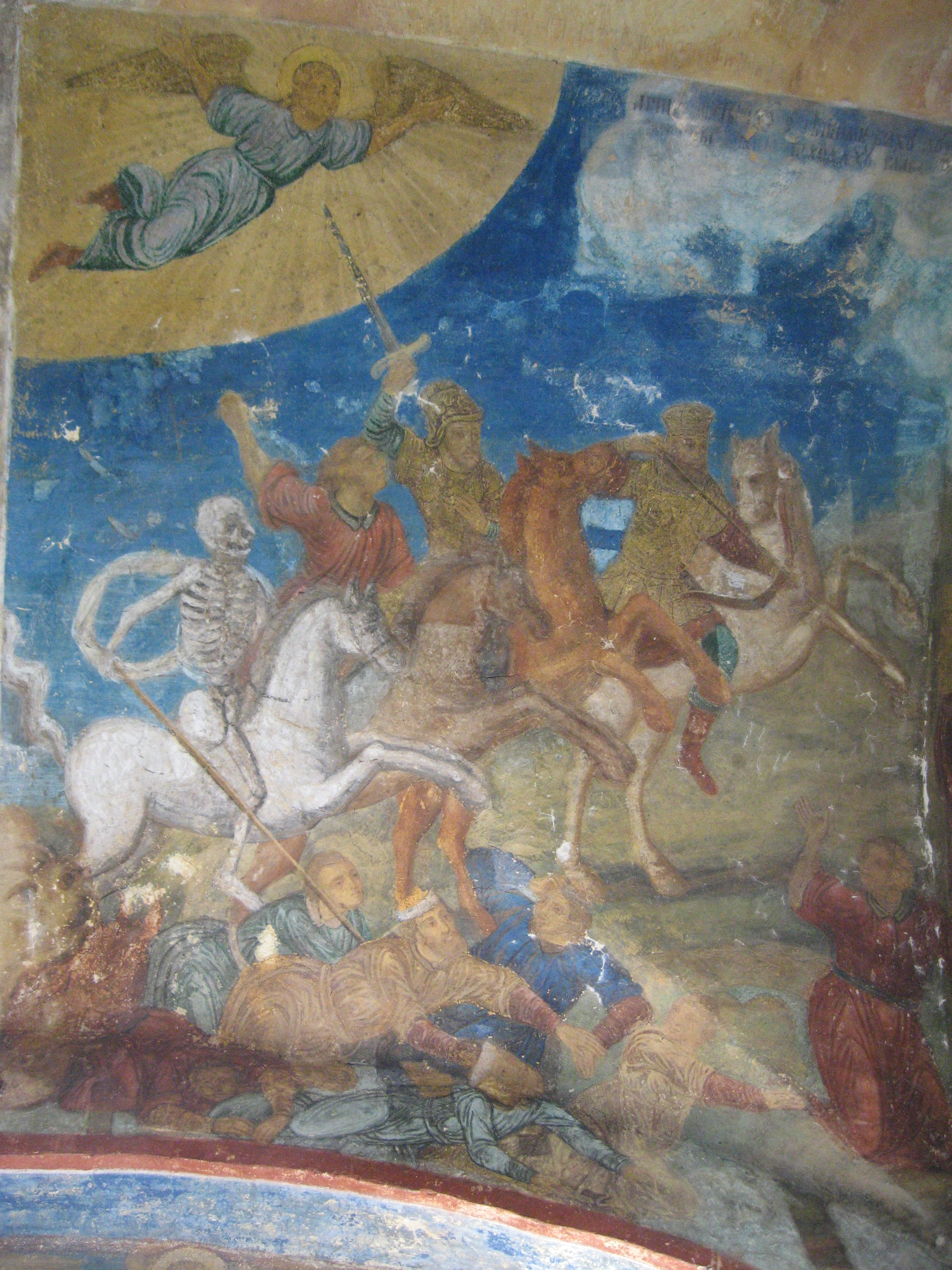
" چهار سوار آخرالزمان " (جزئیات نقاشی ایوان)

## پیوندها
- توصیف کلیسای جامع Znamensky توسط ارشماندریت ماکاریوس